# 線西 (大字)
線西，原稱下見口，是臺灣彰化縣線西鄉的主聚落及附近地區，位於該鄉西南部。相較於今日行政區，其範圍大致包括頂庄村、線西村、寓埔村不含東半部南方凸出部分、溝內村、塭仔村（以上地區不包括彰濱工業區之部分），以及伸港鄉蚵寮村南部凸出部分東半部。

## 歷史
台灣清治末期至日治初期，線西地區為一街庄，稱為「下見口庄」，隸屬於線西堡。該庄西邊臨海，昔日海岸線約在今溫角、王建公聚落連線一帶，其外側有大片沙洲；北與泉州厝庄為鄰，東與十五張犁庄為鄰，東南邊為頂犁庄、下犁庄，南邊為草港尾庄。
1901年（日治明治三十四年）11月，該庄隸屬於彰化廳。1909年（明治四十二年）10月，改隸屬於臺中廳。1920年（大正九年），該庄改制並改名為「線西」大字，隸屬於臺中州彰化郡線西庄，大字下有「線西」、「寓埔」小字名。
戰後線西庄改制為線西鄉，隸屬於彰化縣，大字亦改制為村。1950年7月，線西、新港（後改名伸港）分治，本地區仍屬線西鄉。

## 海岸變遷

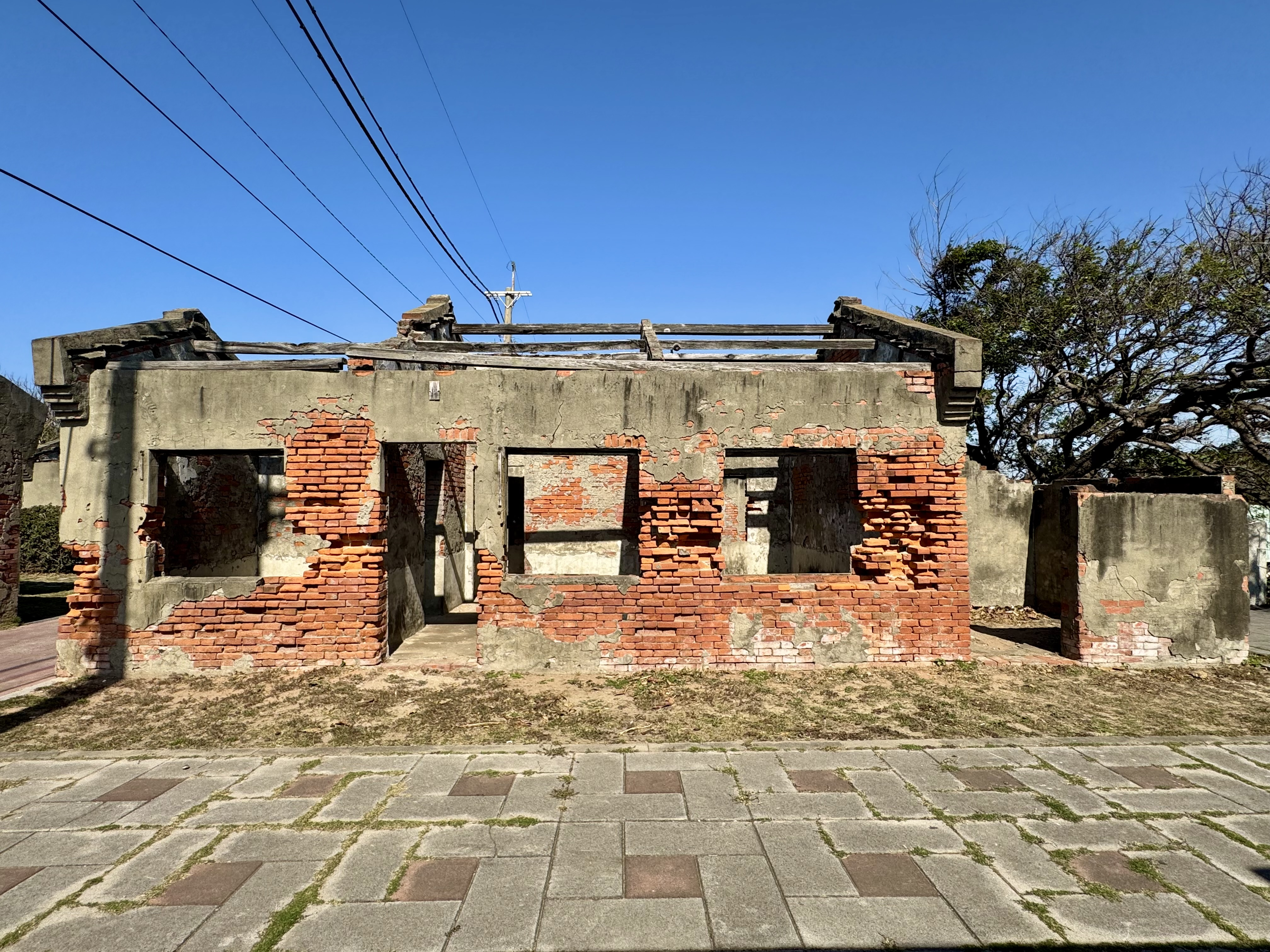
蛤蜊兵營

相較於1904年《臺灣堡圖》所繪，線西地區海岸線已向西延伸約300公尺至1,500公尺。

## 彰化濱海工業區線西區

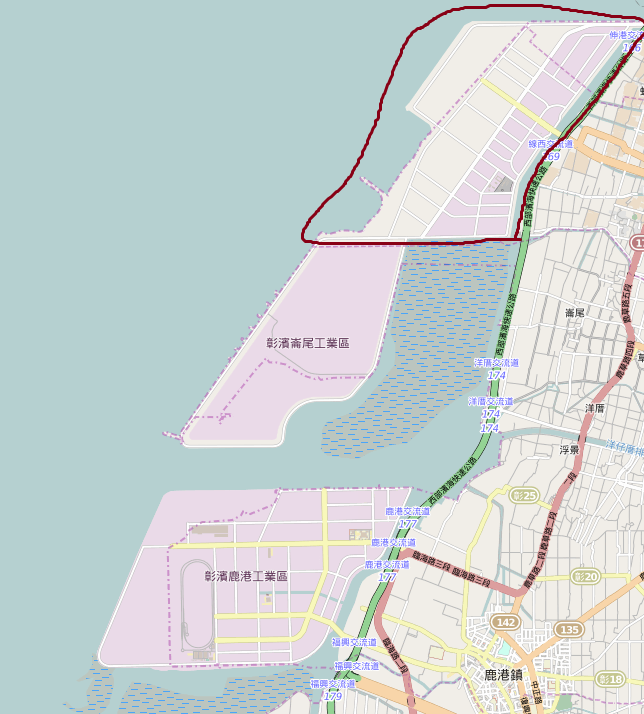
彰化濱海工業區線西區

彰化濱海工業區線西區，又名為「彰濱線西工業區」，是位於線西、泉州厝地區西部「慶安水道」外的填海新生地，南與彰化濱海工業區崙尾區以陸地連接。兩者共同形成一個半島，透過慶安北路與臺灣本島相連。

## 交通
省道台17線（沿海路一段、中正路、沿海路二段）又稱「西部濱海公路」，大致以南北向經過線西地區東部，往北可前往伸港、梧棲、清水等地，往南可前往鹿港、芳苑、麥寮、台西等地。省道台61線又稱「西部濱海快速公路」，亦以南北向經過本地區西部海岸地帶，可快速前往台灣西部海岸各地。
縣道138號（線工路、中華路、和線路）是線西海邊至彰化的道路，往東可前往和美、彰化市區。

## 學校
- 線西國中
- 線西國小